# Buhlendorf
Buhlendorf ist ein Ortsteil der Stadt Zerbst/Anhalt im Landkreis Anhalt-Bitterfeld in Sachsen-Anhalt.

## Geografie

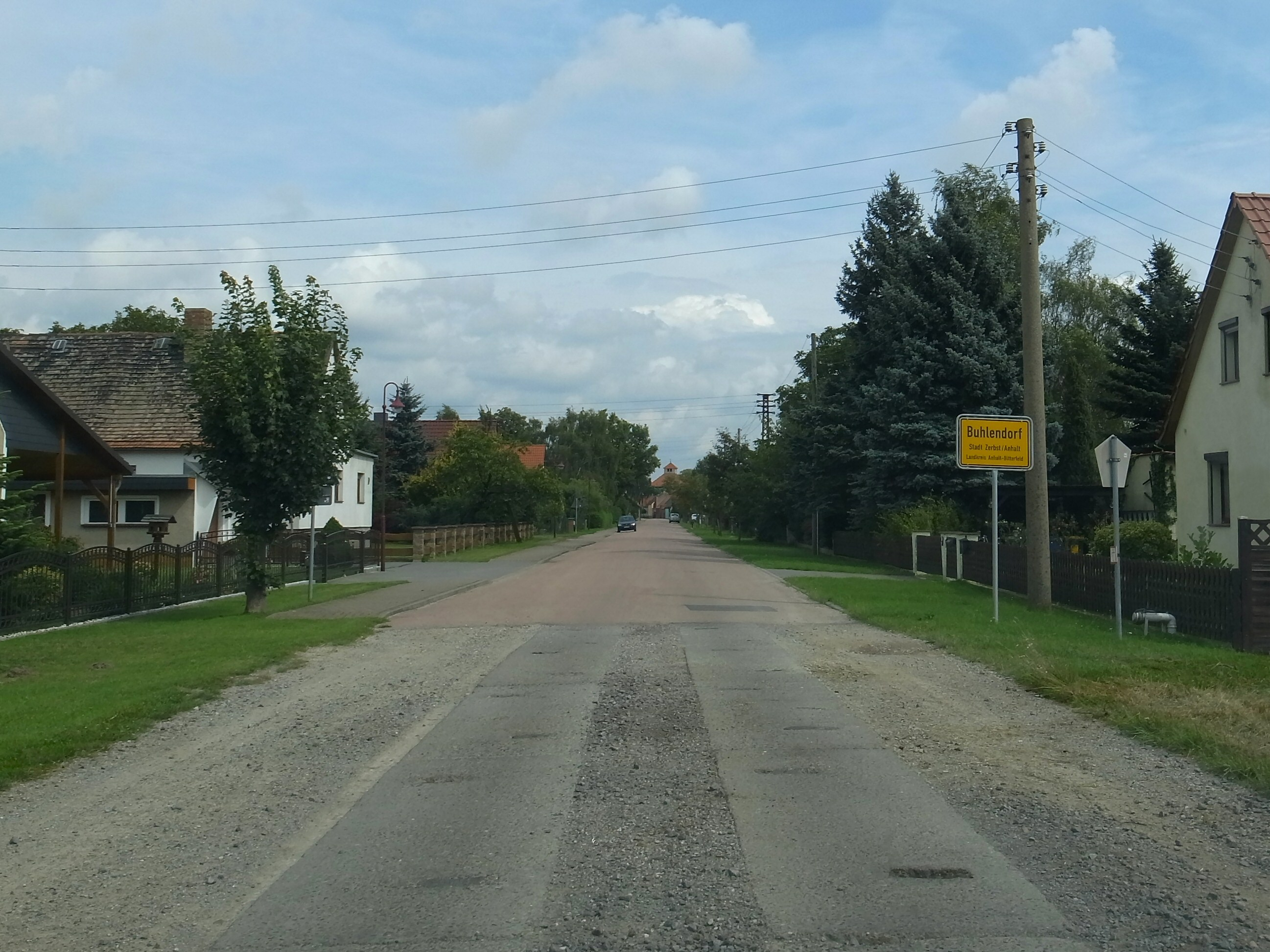
Ortseingang

Buhlendorf liegt nördlich von Zerbst am Südwestrand des Fläming, vier Kilometer von Lindau entfernt. Die leicht hügelige Umgebung im Einzugsbereich der Nuthe fällt nach Süden allmählich ab.
Naturräumlich gehört der Ort zum landwirtschaftlich geprägten Zerbster Land.

## Geschichte
Im Jahre 2008 hatte Buhlendorf 243 Einwohner (31. Dezember 2008). Am 1. Januar 2010 erfolgte die Eingemeindung nach Zerbst/Anhalt.

## Getreidespeicher
Der Getreidespeicher in Buhlendorf steht unter Denkmalschutz und wurde im 19. Jahrhundert noch mit Fachwerk erbaut. Typisch für diesen Speicher sind die kleinen, hoch gelegenen Fenster zur Belüftung des gelagerten Getreides und das steile Satteldach, das das Gebäude vor der Witterung schützt. Heute wird das Gebäude für Veranstaltungen genutzt und gelegentlich gibt es Führungen.

## Politik

### Bürgermeister und Ortschaftsrat
Als Ortschaft der Stadt Zerbst/Anhalt übernimmt der Ortschaftsrat die Wahrnehmung der speziellen Interessen des Ortes innerhalb bzw. gegenüber der Gemeinde. Neben den Aufgaben, die der Ortschaftsrat von Buhlendorf wahrnimmt, wurde im Jahr 2024 Norman Wuttig einstimmig zum Ortsbürgermeister gewählt.

### Wappen
| | Blasonierung: „In Silber ein blaubedachter roter Getreidespeicher.“ |
| Wappenbegründung: Die Farben des Ortes sind Rot - Weiß (Silber). Da das Dorf keinerlei historische oder andere erwähnenswerte Ereignisse vorzuweisen hat, wurde der Getreidespeicher als das Wahrzeichen des Ortes aufgegriffen. Die Tinkturen sind frei gewählt. Das Wappen wurde in der Quedlinburger Wappenrolle unter der Nummer QWR II/89037 registriert. Das Wappen wurde von der Heraldischen Gesellschaft „Schwarzer Löwe“ Leipzig gestaltet und am 11. August 1997 durch das Regierungspräsidium Dessau genehmigt. |                                                                     |

### Flagge
Die Flagge ist rot - weiß gestreift (Hissflagge: Streifen von oben nach unten, Querflagge: Streifen von links nach rechts verlaufend) mit dem aufgelegten Wappen des Ortes.

## Verkehrsanbindung
Die einzige Straße nach Buhlendorf führt über Lindau, im 16 Kilometer entfernten Zerbst/Anhalt besteht Bahnanschluss nach Magdeburg und Dessau-Roßlau.